# Saldes
Saldes – gmina w Hiszpanii, w prowincji Barcelona, w Katalonii, o powierzchni 66,97 km². W 2011 roku gmina liczyła 313 mieszkańców.
Leży u podnóża góry Pedraforca (2497 m) na północy wyspy.